# São Miguel dos Campos (microregio)
São Miguel dos Campos is een van de dertien microregio's van de Braziliaanse deelstaat Alagoas. Zij ligt in de mesoregio Leste Alagoano en grenst aan de Atlantische Oceaan in het oosten, de microregio Penedo in het zuiden en zuidwesten, de mesoregio Agreste Alagoano in het westen en noorden en de microregio's Mata Alagoana en Maceió in het noordoosten. De microregio heeft een oppervlakte van ca. 2977 km². Midden 2004 werd het inwoneraantal geschat op 259.597.
Negen gemeenten behoren tot deze microregio:
- Anadia
- Boca da Mata
- Campo Alegre
- Coruripe
- Jequiá da Praia
- Junqueiro
- Roteiro
- São Miguel dos Campos
- Teotônio Vilela

Mesoregio's: Agreste Alagoano · Leste Alagoano · Sertão Alagoano

Microregio's: Alagoana do Sertão do São Francisco · Arapiraca · Batalha · Litoral Norte Alagoano · Maceió · Mata Alagoana · Palmeira dos Índios · Penedo · São Miguel dos Campos · Santana do Ipanema · Serrana do Sertão Alagoano · Serrana dos Quilombos · Traipu